# Định lý đường tròn Clifford

Định lý đường tròn Clifford

Trong hình học, định lý đường tròn Clifford, đặt theo tên nhà hình học người anh William Kingdon Clifford, là một định lý nói về tính chất của giao điểm của một dãy các đường tròn.
Xét bốn đường tròn đi qua một điểm P, mỗi đường tròn giao với một đường tròn khác tại điểm thứ hai, có sáu điểm ta gọi các điểm này là P12, P13, P14, P23, P24, P34, giả thiết của định lý đặt ra là điểm P không nằm trên bất kỳ điểm nào nối hai điểm trong sáu điểm đó. Ta gọi đường tròn đi qua Pij, Pik, Pjk là Cijk như vậy ta dựng được bốn đường tròn đi qua 3 trong sáu điểm Pij trên. Định lý đường tròn Clifford thứ nhất phát biểu rằng bốn đường tròn trên đều đi qua một điểm ta gọi là điểm P1234.
Xét 5 đường tròn đi qua một điểm P xác định theo định lý thứ nhất ta được 5 điểm P1234, P1235, P2345, P2451, P4512 định lý đường tròn Clifford thứ hai phát biểu 5 điểm P1234, P1235, P2345, P2451, P4512 nằm trên một đường tròn circle C.
Xét sáu đường tròn đi qua một điểm P, theo cách dựng hình từ định lý đường tròn Clifford thứ hai ta sẽ được sáu đường tròn mới. Định lý đường tròn Clifford thứ ba khẳng định sáu đường tròn mới này sẽ cùng đi qua một điểm.
Các định lý đường tròn Clifford có thể tiếp tục phát biểu cho đến vô hạn.